# Red Hot Chili Peppers
Red Hot Chili Peppers, đôi khi rút ngắn thành "The Chili Peppers" hoặc viết tắt là "RHCP", là một ban nhạc funk rock Mỹ thành lập tại Los Angeles năm 1983. Phong cách âm nhạc của nhóm chủ yếu gồm rock kết hợp với funk, cũng như yếu tố từ các thể loại khác như punk rock và psychedelic rock. Khi biểu diễn trực tiếp, âm nhạc của kết hợp với những yếu tố của một ban nhạc mắc kẹt bởi bản tính ngẫu hứng trong nhiều buổi trình diễn của họ. Hiện nay ban nhạc gồm có những thành viên sáng lập Anthony Kiedis (hát chính) và Flea (chơi bass), tay trống lâu năm Chad Smith; và tay ghita Josh Klinghoffer, người gia nhập nhóm cuối năm 2009 để thay thế John Frusciante. Red Hot Chili Peppers là một trong những ban nhạc bán đĩa nhạc chạy nhất mọi thời đại với hơn 80 triệu bản thu trên toàn cầu; nhóm được đề cử 16 giải Grammy và thắng sáu trong số đó, đồng thời là ban nhạc thành công nhất trong lịch sử radio rock hiện nay khi nắm giữ nhiều đĩa đơn quán quân nhất (13), nhiều đĩa đơn trụ hạng tại vị trí quán quân nhất (85) và nhiều bài hát lọt vào tốp 10 nhất trên bảng xếp hạng Billboard Alternative Songs. Năm 2012, họ được vinh danh tại Đại sảnh Danh vọng Rock and Roll.

## Nét chính
The Red Hot Chili Peppers được thành lập bởi rapper Anthony Kiedis, tay guitar Hillel Slovak, tay bass Flea và tay trống Jack Irons trong khi họ đang theo học tại trường trung học Fairfax ở Los Angeles. Buổi biểu diễn đầu tiên của họ là tiết mục tên "Tony Flow & the Miraculously Majestic Masters of Mayhem" tại một câu lạc bộ tên Rhythm Lounge trước một đám đông khoảng 30 người..
Sau những thành công khá bất ngờ, vài tháng sau đó band nhạc lấy tên là the Red Hot Chili Peppers và thông báo ký được hợp đồng với hãng EMI, tuy nhiên trước đó hai thành viên Hillel Slovak và Jack Irons đã có được thỏa thuận ghi âm với hãng đĩa MCA Records với band nhạc khác của họ 'What Is This?' do đó họ quyết định rời band nhạc. Anthony Kiedis và Flea quyết định tuyển mộ 2 thành viên mới là tay guitar Jack Sherman và tay trống Cliff Martinez. Cliff Martinez chơi trong hai bản thu đầu tiên, và Jack Sherman chỉ chơi trong album đầu tiên, The Red Hot Chili Peppers. Sau đó Slovak và Irons trở lại và chơi trong 2 album, Freaky Styley và The Uplift Mofo Party Plan; Khi đang chuẩn bị thu album mới thì Hillel Slovak chết vì dùng heroin quá liều năm 1988, và sau đó Irons cũng rời nhóm luôn. Tay trống cũ của nhóm Dead Kennedys, D.H. Peligro thay thế Irons trong một thời gian ngắn trước khi tìm được tay trống Chad Smith và tay guitar John Frusciante(thay thế Slovak). Đội hình gồm Flea, Kiedis, Frusciante và Smith duy trì lâu nhất với 6 album thu âm cùng nhau sau đó là, Mother's Milk (1989), Blood Sugar Sex Magik (1991), Californication (1999), By the Way (2002), and Stadium Arcadium (2006).
Blood Sugar Sex Magik, là album thành công về mặt thương mại đầu tiên của nhóm bán được hơn 13 triệu bản năm 1991. Sau đó Frusciante không thoải mái với sự thành công của band và bất ngờ rời band năm 1992 trong khi đang đi dở tour diễn quảng bá cho album. Sau khi tuyển mộ tạm thời tay guitar Arik Marshall để hoàn thành nốt tour diễn, Kiedis, Flea, và Smith đã tuyển mộ Dave Navarro của band Jane's Addiction trong album tiếp sau của họ, One Hot Minute (1995). Mặc dù thành công về mặt thuong mại, nhưng album không được đánh giá cao bằng Blood Sugar Sex Magik,. Navarro sau đó cũng rời band năm 1998 để tập trung cho album của riêng mình. Frusciante, sau khi cai nghiện, đã trở lại band năm 1998 theo yêu cầu của Flea. Và sự tái hợp của nhóm được đánh dấu bằng album Californication (1999), bán được 15 triệu bản, trở thành album bán chạy nhất của band nhạc. Album sau đó 3 năm By the Way, cũng rất thành công. Năm 2006, nhóm cho ra đời album đôi Stadium Arcadium, album đầu tiên của nhóm chiếm vị trí số 1 tại Mỹ. Sau tour diễn vòng quanh thế giới band nhạc quyết định nghỉ ngơi một thời gian. Tháng 12 năm 2009, Frusciante thông báo, anh rời khỏi band nhạc để tập trung vào sự nghiệp solo của mình. Josh Klinghoffer, người làm việc cùng nhóm trong tour diễn Stadium Arcadium và dự án solo của Frusciante, thay thế Frusciante trở thành thành viên chính thức tháng 2 năm 2010. Album thứ 10 của nhóm, I'm with You, đã được phát hành ngày 29 tháng 8 năm 2011.
Tới nay The Red Hot Chili Peppers đã được 15 đề cử giải Grammy và có được 7 chiến thắng . Band nhạc cũng bán được hơn 65 triệu album trên toàn thế giới, có 9 single nằm trong top 40 trên bảng xếp hạng Billboard Hot 100 (bao gồm 3 single nằm trong Top 10), năm single chiếm vị trí số 1 trên bảng xếp hạng Hot Mainstream Rock Tracks, và họ cũng giữ kỉ lục với 12 single có vị trí số 1 trên bảng xếp hạng Alternative Songs.

## Thành viên

### Thành viên hiện tại
- Michael "Flea" Balzary – bass, trumpet, piano, backing vocals (1983–nay)
- Anthony Kiedis – lead vocals (1983–nay)
- Chad Smith – drums, percussion (1988–nay)
- John Frusciante – guitar (1989-1992; 1998-2009; 2019-nay)

### Thành viên cũ
- Hillel Slovak – guitar(1982; 1985-1988)
- Jack Sherman – guitar(1982-1985)
- Dwayne 'Blackbyrd' McKnight – guitar(1988-1989)
- Arik Marshall – guitar(1992-1993)
- Jesse Tobias – guitar(1993)
- Dave Navarro – guitar(1993-1998)
- Josh Klinghoffer – guitar, keyboards, piano, backing vocals (2009–2019)
- Jack Irons – drums (1982; 1986-1988)
- Cliff Martínez – drums(1982-1985)
- D.H. Peligro – drums(1988-1989)

## Danh sách album
- The Red Hot Chili Peppers (1984)
- Freaky Styley (1985)
- The Uplift Mofo Party Plan (1987)
- Mother's Milk (1989)
- Blood Sugar Sex Magik (1991)
- One Hot Minute (1995)
- Californication (1999)
- By the Way (2002)
- Stadium Arcadium (2006)
- I'm With You (2011)
- The Getaway (2016)
- Unlimited Love (2022)
- Return of the Dream Canteen (2022)